# Oumako
Oumako är en ort i Benin. Den ligger i den södra delen av landet, 80 km väster om huvudstaden Porto-Novo. Oumako ligger 23 meter över havet och antalet invånare är 3 576.
Terrängen runt Oumako är platt. Närmaste större samhälle är Comé, 5,6 km sydost om Oumako.
Omgivningarna runt Oumako är en mosaik av jordbruksmark och naturlig växtlighet. Runt Oumako är det ganska tätbefolkat, med 248 invånare per kvadratkilometer.